# Никадорски ходочасник
„Никадорски ходочасник“ је збирка кратких фантастичних прича српског писца Зорана Јакшића. 
У књизи су сабране приче које је Јакшић током 1980-их и раних 1990-их објављивао у листовима Политикин Забавник, Панчевац, РС Магазин, Техничке новине, Емитор итд. Приче припадају научној фантастици, спекулативној фикцији и фантазији, а у књизи су објављене дорађене верзије. Неке приче су преведене и на шпански, попут „Продавца кише“ у аргентинском часопису Axxón.
Збирка је објављена као 29. књига у едицији „Знак Сагите“ 1992. године. Писац поговора је Миодраг Миловановић, рецензент Зоран Живковић, уредник Бобан Кнежевић.

## Пријем код критике
Истичући маштовист и изграђеност Јакшићевог књижевног света, историчар и критичар фантастике Миодраг Миловановић наглашава: „Можда највећи квалитет ове збирке представља једна нота благе ироније у односу на свет и човеково место у његовом устројству. Није случајно да се на два места у збирци јавља варијација једне исте реченице; на крају приче О зебри и ибису стоји: 'Да би били успешни, демони морају имати људски лик', а у причи Пакао свитања: 'Само најстрашнија чудовишта могу имати људски лик'. Међутим, у Јакшићевим причама та провејавајућа нота ироније не искључује топлину у приступу личностима, и када су оне трагични губитници, као Аврам у предивној причи 'Николајев детектор снова', или Старац у помало патетичној 'Stormberry Fields Forever', и када су симпатични мудраци, као Нуамвеги у већ поменутој причи О зебри и ибису. Јакшићеве приче су пре свега окренуте човеку, а чудесни, померени светови у којима се његови јунаци затичу, само још више истичу њихову људскост.“